# Sweet Freedom
Sweet Freedom  (с англ. — «Сладкая свобода») — шестой студийный альбом британской хард-рок-группы Uriah Heep, записанный с продюсером Джерри Броном в Шато д’Эронвиль, Франция
и выпущенный в сентябре 1973 года.

## Об альбоме
Sweet Freedom — первый релиз группы на Warner Bros. Records. Обложку альбома оформили Фин Костелло и дизайнер Питер Корристон.
Диск поднялся до 18-го места в Великобритании, до 33-го в США, до 2-го в Норвегии. 5 марта 1974 года Sweet Freedom получил в США «золотой» статус. Основным синглом из альбома вышел «Stealin'» (#91 Billboard Hot 100); в США и Японии выпускались также «Dreamer» и «One Day».

## Список композиций
1. «Dreamer» (Thain, Box) — 3:41
2. «Stealin'» (Hensley) — 4:49
3. «One Day» (Hensley, Thain) — 2:47
4. «Sweet Freedom» (Hensley) — 6:37
5. «If I Had the Time» (Hensley) — 5:43
6. «Seven Stars» (Hensley) — 3:52
7. «Circus» (Thain, Box, Kerslake) — 2:44
8. «Pilgrim» (Hensley, Byron) — 7:10

### Бонус-треки (перевыпуск 2004 года)
1. «Sunshine» (outtake) — 4:48
2. «Seven Stars» (альт. версия) — 7:03
3. «Pilgrim» (полная версия) — 8:29
4. «If I Had the Time» (демо) — 6:02
5. «Sweet Freedom» (концертная версия) — 6:48
6. «Stealin'» (концертная версия) — 5:41

## Участники записи
- Дэвид Байрон — вокал
- Мик Бокс — соло-гитара
- Кен Хенсли — клавишные, ритм-гитара, бэк-вокал
- Гэри Тэйн — бас-гитара
- Ли Керслэйк — ударные, бэк-вокал[6]